# Marionis

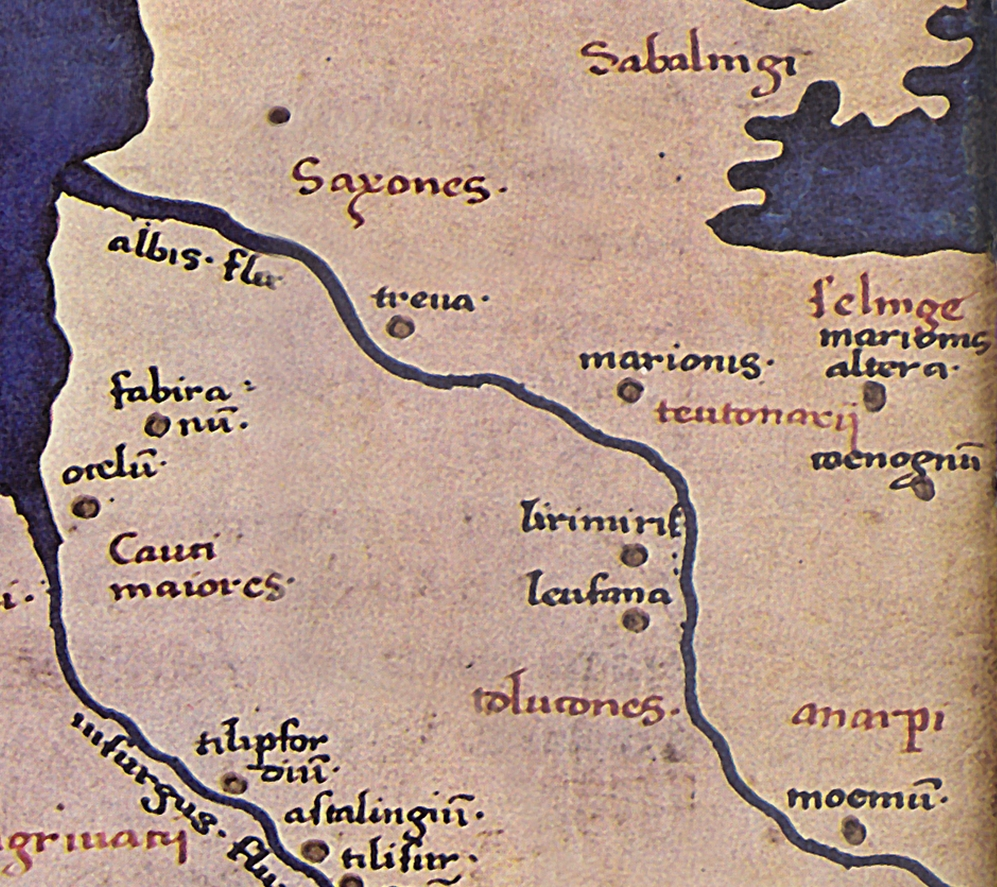
Lage von Marionis nach Ptolemaios

Marionis (altgriechisch Μαριωνίς) ist ein Ortsname, der von Ptolemaios in seinem um das Jahr 150 erstellten Koordinatenwerk Geographia (Ptolemaios 2, 11) als einer der im nördlichen Germanien, in der Nähe der Meeresküste liegenden Orte (πόλεις) mit 34° 30' Länge (ptolemäische Längengrade) und 54° 50' Breite angegeben wird.

## Lokalisation
Bisher konnte der antike Ort nicht sicher lokalisiert werden. Ein interdisziplinäres Forscherteam um Andreas Kleineberg, das die ptolemäischen Koordinaten von 2006 bis 2009 neu untersuchte und interpretierte, lokalisiert zur Zeit Marionis auf dem Gebiet bei Schönberg in Mecklenburg-Vorpommern. Der Ort Schönberg an dem Fluss Maurine im Maurinetal steht möglicherweise in Zusammenhang mit dem antiken Ortsnamen Marionis.